# Maroondah City
Koordinaten: 37° 49′ S, 145° 14′ O

Maroondah City ist ein lokales Verwaltungsgebiet (LGA) im australischen Bundesstaat Victoria. Maroondah gehört zur Metropole Melbourne, der Hauptstadt Victorias. Das Gebiet ist 61 km² groß und hat etwa 110.000 Einwohner.
Maroondah liegt 26 bis 34 km östlich des Stadtzentrums von Melbourne nördlich des Dandenong Creek und enthält elf Stadtteile: Bayswater North, Croydon, Croydon Hills, Croydon North, Croydon South, Heathmont, Kilsyth South, Ringwood, Ringwood East, Ringwood North und Warranwood. Der Sitz des City Councils befindet sich in Ringwood an der Westgrenze der LGA.
Die beiden Einzelhandelszentren in Ringwood und Croydon bestimmen die Wirtschaft des Verwaltungsgebietes. Im Süden gibt es daneben noch weitere Industrieansiedlungen, während der Norden zum eher ländlichen Teil Melbournes gehört.
Das Maroondah Festival im Croydon Park ist ein Musikfestival in Melbourne, bei dem viele australische Stars auftreten.

## Verwaltung
Der Maroondah City Council hat sieben Mitglieder, die von den Bewohnern der sieben Wards gewählt werden. Diese sieben Bezirke (Yarrunga, Wyreena, Mullum, Loughnan's Hill, Clocktower, Eastfield und Arrabri) sind unabhängig von den Stadtteilen festgelegt. Aus dem Kreis der Councillor rekrutiert sich auch der Mayor (Bürgermeister) des Councils.